# Karpaty Lwów (żużel)
Karpaty Lwów (ukr. «Карпати» Львів) – ukraiński klub żużlowy z siedzibą we Lwowie, działający w latach 60. i 70. XX wieku. 

## Historia
Drużyna w 1962 wywalczyła drużynowe wicemistrzostwo Związku Radzieckiego. Ze względu na niemożność dalszego wykorzystywania bieżni lekkolatetycznej jako toru żużlowego klub zanikł po 1966 roku, kończąc tym samym okres w którym funkcjonowały we Lwowie jednocześnie 2 kluby żużlowe, drugi z nich SKA Lwów, który przeniósł się na się na Stadion Silmasz zakończył swoją działalność po sezonie 1968. 
Karpaty ponownie wróciły do rozgrywek w 1970, funkcjonując do 1975 roku jako klub wojskowy, reprezentujący miasto Lwów, ale korzystający z bazy sportowej ośrodka w Czerwonogrodzie w obwodzie lwowskim, niekiedy przedstawiany pod nazwą Karpaty Czerwonogród.

## Wyniki w lidze radzieckiej
- 1962: Wicemistrzostwo ZSRR
- 1962: 14. miejsce w DM ZSRR Karpaty-2
- 1963: 13. miejsce w DM ZSRR
- 1964: 10. miejsce w DM ZSRR
- 1965: rozgrywek nie ukończono; uczestnictwo w Klasie "B"
- 1966: 3. miejsce w Klasie "B" Po sezonie wycofanie z rozgrywek
- 1970: 6. miejsce w 1. strefie Pierwoj Ligi
- 1971: 3. miejsce w 1. strefie Pierwoj Ligi
- 1972: 3. miejsce w 1. strefie Pierwoj Ligi
- 1973: 4. miejsce w 1. strefie Pierwoj Ligi
- 1974: 1. miejsce w 1. strefie Pierwoj Ligi, 2. miejsce w finale Pierwoj Ligi Awans.
- 1975: 4. miejsce w  Pierwoj Lidze, Klasie "A" Po sezonie wycofanie z rozgrywek.